# Syzygium subcapitulatum
Syzygium subcapitulatum là một loài thực vật có hoa trong Họ Đào kim nương. Loài này được Miq. miêu tả khoa học đầu tiên năm 1855.